# Lijst van burgemeesters van Galmaarden
De lijst van burgemeesters van de Belgische gemeente Galmaarden.

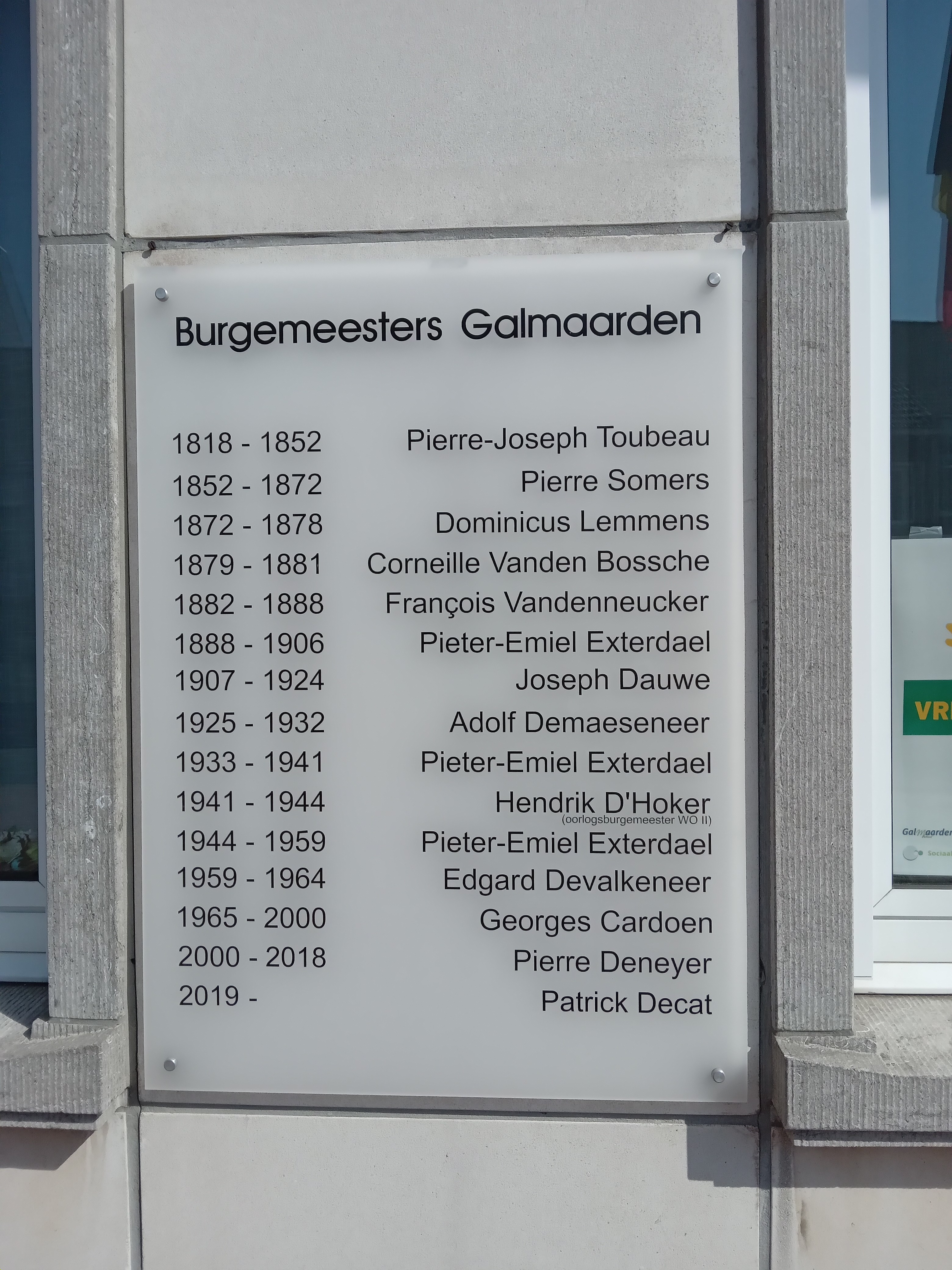
Lijst van de burgemeesters van Galmaarden op de façade van het gemeentehuis

- Adrien Joseph Van der Eecken (°27 nov 1722 te Vollezele).
- Augustin Robyns (11 oktober 1774 - 22 maart 1859), "geboren te Jumet, ongeveer 21 jaer burgemeester van Galmaerden"[1]
- 1818-1852: Pierre Joseph Toubeau (17 juli 1787 - 20 mei 1858)[2]
- 1852-1872: Pierre Somers (19 maart 1800 - 16 april 1873)
- 1872-1878: Dominicus Lemmens
- 1879-1881: Corneille Vanden Bossche
- 1882-1888: François Vandenneucker
- 1888-1906: Pieter-Emiel Exterdael
- 1907-1924: Joseph Dauwe
- 1925-1932: Adolf Demaeseneer
- 1933-1941: Pieter-Emiel Exterdael (08 oktober 1887 - 06 juni 1959)
- 1941-1944: Hendrik D'Hoker (°Smeerebbe-Vloerzegem 19 juli 1895 en + te Buizingen op 01 maart 1982, ligt begraven op het nieuwe kerkhof van Appelterre)
- 1944-1959: Pieter-Emiel Exterdael
- 1959-1964: Edgard Devalkeneer
- 1965-2000: Georges Cardoen
- 2000-2018: Pierre Deneyer
- 2019-2023: Patrick Decat
- 2023-2024: Ludo Persoons